# Хушто-Сирт
Хушто-Сирт (рос. Хушто-Сырт) — село у Чегемському районі Кабардино-Балкарії Російської Федерації.
Орган місцевого самоврядування — сільське поселення Хушто-Сирт. Населення становить 867 осіб.

## Історія
Згідно із законом від 27 лютого 2005 року органом місцевого самоврядування є сільське поселення Хушто-Сирт.

## Населення
| 2002 | 2010 | 2012 | 2013 | 2014 | 2015 | 2016 |
| ---- | ---- | ---- | ---- | ---- | ---- | ---- |
| 765  | ↗867 | ↘861 | ↘860 | ↘859 | ↗864 | ↘847 |
| 2017 | 2018 | 2019 | 2020 |      |      |      |
| ↗848 | →848 | →848 | ↗849 |      |      |      |